# Grässnok
 Grässnok Opheodrys aestivus  är en snokart som man hittar i östra Nordamerika, från Kansas och Texas till New Jersey till Florida.

## Habitat
Grässnoken föredrar miljöer som har hög fuktighet så som tät växtlighet utmed åar, sjöar och bäckar. Snoken är också en duktig simmare. Den brukar jaga dagtid och då står syrsor, gräshoppor, fjärilslarver och små grodor på menyn.

## Utseende
Grässnoken har en starkt lysande grön översida och en vit eller ljusgrön undersida. Kroppen är mycket smal och lång. En grässnok kan bli ungefär en meter lång. Huvudet är smalt och den har en spetsig nos. Ögonen är stora med en rund pupill.

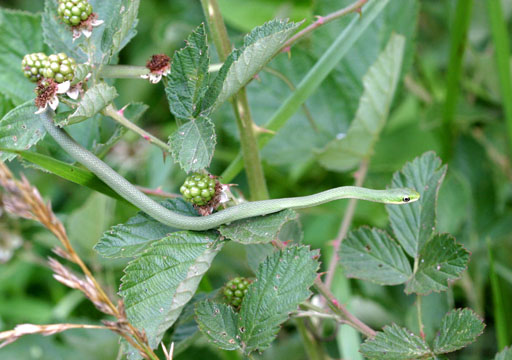

.

## Parning
Parningssäsongen för grässnoken är på våren och ibland en gång till på hösten. En snokhona kan lägga mellan 3 och 12 ägg. En egenskap hos denna ormart är att flera honor kan gå samman och lägga sina ägg i ett gemensamt näste. Man har hittat nästen som har innehållit upp emot 75 ägg. Ungarna brukar komma fram ur nästena i augusti eller september. En unge kan vara runt 20 centimeter lång.

## Underarter
- Opheodrys aestivus aestivus, Linné, 1766
- Opheodrys aestivus carinatus, Grobman, 1984

## Fångenskap
Fastän Grässnoken är en attraktiv art att ha i fångenskap, är det mycket svårt att få den att överleva. Den behöver hög fuktighet, värme och anpassad diet.

## Hot
Det finns ett antal hot mot grässnoken. De blir ofta överkörda på vägar och på grund av deras diet, som till största delen består av insekter, är insektsgifter ett stort hot. Av de djur som har grässnoken som bytesdjur finns fåglar, andra ormar och spindlar.